# Братский (Дмитровский район)
Бра́тский — упразднённый посёлок, существовавший на территории современного Дмитровского района Орловской области. Входил в состав Рублинского сельсовета.

## География
Располагался в 8 км к северо-западу от Дмитровска. Со всех сторон был окружён лесным массивом — урочищем Хотимская Дача.

## История
В 1926 году в посёлке было 7 дворов, проживало 37 человек (14 мужского пола и 23 женского). В то время Братский входил в состав Рублинского сельсовета Волконской волости Дмитровского уезда. С 1928 года в составе Дмитровского района. В 1937 году в посёлке было 9 дворов. Был оставлен жителями накануне Великой Отечественной войны, в 1940—1941 годах.

## Население
| Годы      | 1926 |
| --------- | ---- |
| Население | 37   |